# ریشه‌شناسی نادرست
ریشه‌شناسی نادرست یا ریشه‌شناسی دروغین (به انگلیسی: False etymology) (که با عنوان‌های ریشه‌شناسی جعلی، ریشه‌شناسی مردمی، ریشه‌شناسی افسانه‌ای، شبه‌ریشه‌شناسی یا پیراریشه‌شناسی نیز نامیده می‌شود)، یک باور رایج اما نادرست دربارهٔ خاستگاه یا اشتقاق یک واژهٔ خاص است. گاهی به آن ریشه‌شناسی عامیانه می‌گویند، اما این یک اصطلاح فنی در زبان‌شناسی نیز است.